# Deinotherium
Deinotherium var en gigantisk förhistorisk släkting till dagens elefanter som levde under mellersta miocen och fram till början av pleistocen. Den liknade troligtvis den moderna elefanten, förutom att dess snabel var kortare, och att betarna, som var fästa vid underkäken, var nedåtböjda. Deinotherium var ett av de största landlevande däggdjuren någonsin och hanarna blev vanligen mellan 3,5 och 4,5 meter höga, och vägde uppskattningsvis mellan fem och tio ton.